# دوري أبطال أوقيانوسيا 2008–09
دوري أبطال أوقيانوسيا 2008–09 هو موسم من دوري أبطال أوقيانوسيا. شارك فيه  6 فريقاً، وفاز فيه نادي أوكلاند سيتي.